# Hans Engels (Maler)
Hans Engels (* 30. Juni 1924 in Leipzig; † 1995) war ein deutscher Maler und Grafiker.

## Leben und Werk
Engels absolvierte von 1939 bis 1942 eine Lehre als Schaufensterdekorateur. Daneben besuchte er die Abendakademie der Staatlichen Akademie für Graphische Künste und Buchgewerbe Leipzig. Von 1942 bis 1945 nahm er als Soldat der Wehrmacht am Zweiten Weltkrieg teil.
Danach wurde er bereits 1945 an der weiterbestehenden Akademie immatrikuliert. Nachdem diese bis 1947 geschlossen war, gehörte er zur studentischen Arbeitsgemeinschaft von Ernst Hassebrauk und Max Schwimmer. Dann studierte er bis 1951 an der Akademie, die nun den Namen Akademie für Grafik und Buchkunst trug, bei Walter Arnold, Hassebrauk und Schwimmer, dessen Meisterschüler er war. In dieser Zeit schuf er u. a. Illustrationen zu Thomas Manns Tristan. Nachdem Schwimmer als „Formalist“ diskreditiert worden war und deshalb 1951 seine Lehrverpflichtung niederlegte, brach Engels mit Bernhard Heisig das Studium aus Protest ab.
Danach arbeitete er in Leipzig als freischaffender Maler und Grafiker, 1952/53 kurzzeitig unterbrochen durch Lehrtätigkeit an der Hochschule für bildenden und angewandte Kunst Berlin-Weißensee. Engels betätigte sich neben der freien künstlerischen Arbeit auch als Buchillustrator. 1965 war er an der künstlerischen Gestaltung des Leipziger Hotel Deutschland (heute Radisson Blu Hotel Leipzig) mit einer Stadtvedute Weimar beteiligt. Wie Arbeiten weiterer beteiligter Künstler stieß das Bild auf heftige Kritik. Alfred Kurella sprach von „untragbaren Abweichungen von den Kunstauffassungen der Partei“.
Arbeiten Engels’ befinden sich u. a. in der Sammlung Handzeichnungen des Otto-Dix-Hauses Gera und im Lindenau-Museum Altenburg/Thür.

## Werke

### Tafelbilder
- Stillleben (1956, Öl)[4]

- Rentnerehepaar (1974, Mischtechnik, 94 × 58 cm)[5]

### Buchillustrationen
- Alphonse Daudet: Tartarin von Tarascon. Ph. Reclam jun., Leipzig 1950
- Walter Basan: Von Rennbahnstaub, Sacharin und Kabeljaulake. Ein heiterer Jugendroman. Mitteldeutscher Verlag, Halle/Saale 1950
- Fjodor Dostojewski: Der Spieler. Aus den Aufzeichnungen eines jungen Mannes. Ph. Reclam jun., Leipzig 1967

## Ausstellungen (unvollständig)

### Einzelausstellungen
- 1974: Leipzig, Museum der Bildenden Künste
- 1974: Leipzig, Galerie am Sachsenplatz (mit Otto Möhwald)
- 2000: Leipzig, Ausstellungszentrum der Universität Leipzig („Retrospektive Hans Engels“)

### Ausstellungsbeteiligungen in der DDR
- 1956: Leipzig, Georgi-Dimitroff-Museum (Atelier-Ausstellung mit weiteren Künstlern, u. a. Christl Blume, Harry Blume, Bernhard Heisig, Hans Mayer-Foreyt, Heinz Mäde, Gerhard Kurt Müller, Werner Tübke und Heinrich Witz)
- 1957: Leipzig (Atelier-Ausstellung mit der „Neuen Gruppe Rheinland-Pfalz“)
- 1961 bis 1985: Leipzig, sechs Bezirkskunstausstellungen
- 1975: Altenburg/Thüringen, Lindenau-Museum („Lithografie im Bezirk Leipzig“)
- 1977: Altenburg/Thüringen, Lindenau-Museum („Zeichnung im Bezirk Leipzig“)
- 1982: Leipzig, Museum der Bildenden Künste („Selbstbildnisse Leipziger Künstler“)
- 1984: Leipzig, Museum der bildenden Künste („Kunst in Leipzig 1949–1984“)
- 1985: Cottbus, Staatliche Kunstsammlungen („Zeichnungen in der Kunst der DDR. 1974–1984“)